# Linderspitzen
Les Linderspitzen sont trois sommets dans le massif des Karwendel, à la frontière entre l'Allemagne et l'Autriche (du nord au sud) : Nördliche Linderspitze (2 374 m d'altitude), Mittlere Linderspitze (2 280 m d'altitude) et Südliche Linderspitze (2 306 m d'altitude).

## Géographie
Les Linderspitzen se situent au centre du chaînon au nord des Karwendel, séparant la vallée de l'Isar à l'ouest et la vallée de Karwendel au sud-est. Le sommet le plus proche est la Westliche Karwendelspitze au nord et au sud la Sulzleklammspitze.

## Ascension
Sur la crête du chaînon se trouve le Mittenwalder Höhenweg, une via ferrata facile, partant au nord de la Karwendelbahn et au sud du refuge du Tyrol. On peut aussi partir du refuge du Brunnstein.